# Puerto Padre
Puerto Padre é uma cidade do centro-leste de Cuba pertencente à província de Las Tunas.